# Mall walking

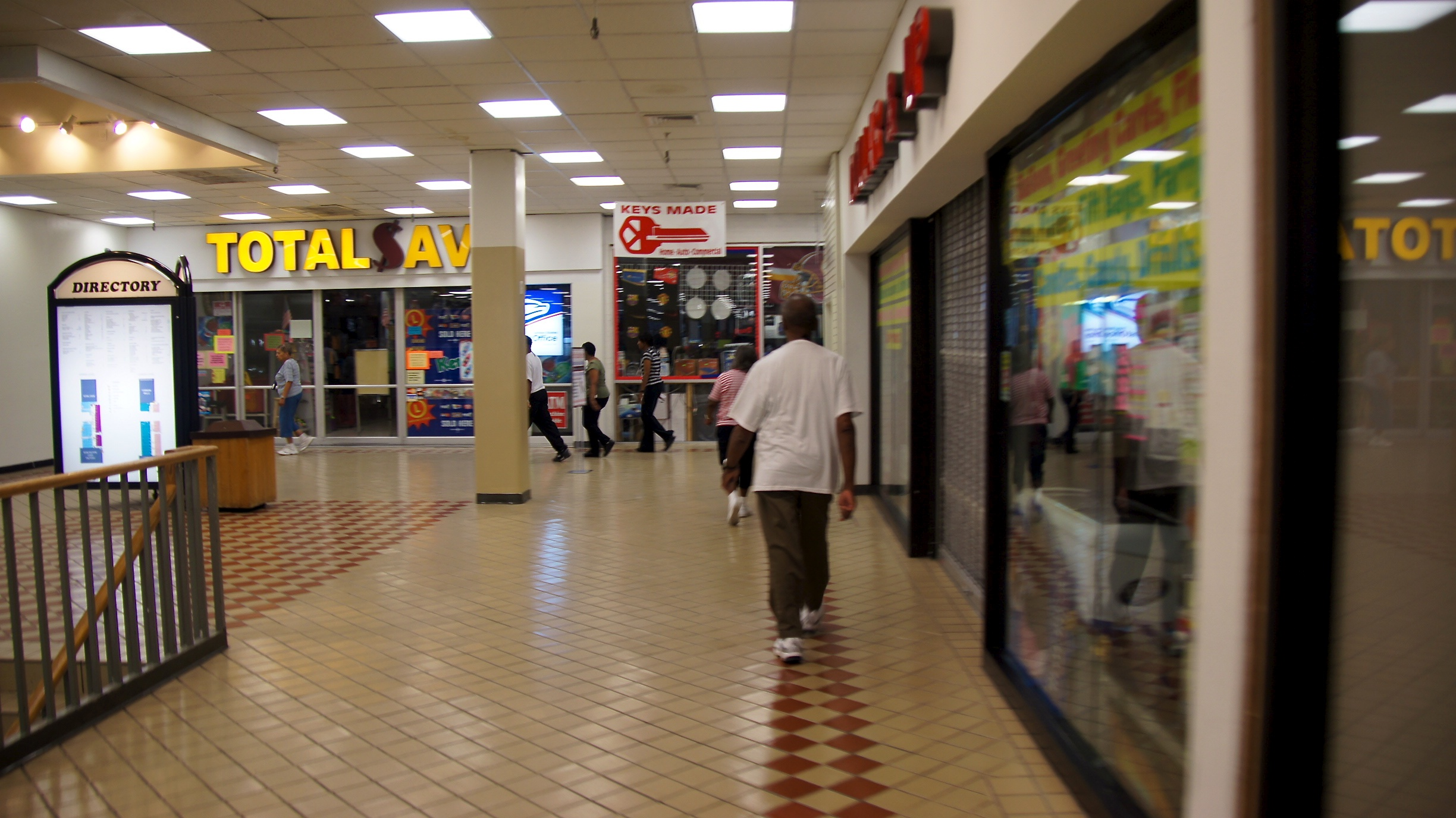
Un groupe de marcheurs à The Shops at Iverson à Maryland, en 2011

Le Mall walking (Marche dans les centres commerciaux) est une pratique américaine populaire chez les personnes âgées aux États-Unis. Il s'agit d'une forme d'exercice qui consiste à marcher ou à faire du jogging dans les couloirs généralement longs des centres commerciaux. La marche dans les centres commerciaux est pratiquée individuellement, en groupe ou dans le cadre d'un programme de marche organisé. De nombreux marcheurs citent également l'intérêt social de ce sport qui peut être pratiqué en groupe.
La pratique est tolérée et acceptée par les centres commerciaux au point que de nombreux centres commerciaux ouvrent tôt pour permettre aux gens de faire du mall walking alors que les boutiques du centre commercial ne sont pas encore ouvertes, bien que des distributeurs automatiques soient disponibles. De nombreuses personnes choisissent de se promener dans les centres commerciaux car l'air y est climatisé et le lieu n'est pas soumis aux aléas météorologiques. Il est par ailleurs facile d'accéder à des commodités telles que des bancs, des toilettes et des fontaines d'eau. Les surfaces propres et planes offrent également un environnement de marche sûr,. La vidéosurveillance et la présence d'agents de sécurité sont des arguments supplémentaires en faveur de cette pratique pour les personnes vulnérables.
Le mall walking est également pratiqué en dehors des États-Unis, notamment en Arabie Saoudite.

## Culture populaire
La pratique du Mall walking est visible dans l'épisode 9 de la saison 3 de la série Better Call Saul.